# Justin Diehl
Justin Diehl (* 27. November 2004 in Köln) ist ein deutscher Fußballspieler. Er steht seit Juli 2024 beim VfB Stuttgart unter Vertrag.

## Karriere

### Verein
Nach seinen Anfängen in der Jugendabteilung der 1. Jugend-Fußball-Schule Köln wechselte er im Sommer 2011 in die Jugendabteilung des 1. FC Köln. Für seinen Verein bestritt er bis jetzt elf Spiele in der B-Junioren-Bundesliga West, 23 Spiele in der A-Junioren-Bundesliga West und ein Spiel in der Saison 2021/22 in der UEFA Youth League, bei denen ihm insgesamt 21 Tore gelangen. Mit der U19 gewann er in der Saison 2022/23 den DFB-Pokal der Junioren. Er ist bei seinem Verein mit einem Vertrag bis Ende Juni 2024 ausgestattet und kam dort auch unter Steffen Baumgart zu seinem ersten Einsatz im Profibereich in der Bundesliga, als er am 21. Januar 2023, dem 16. Spieltag, beim 7:1-Heimsieg gegen Werder Bremen in der 81. Spielminute für Linton Maina eingewechselt wurde.
Da Diehl eine Vertragsverlängerung ablehnte, wurde er zur Saison 2023/24 in die zweite Mannschaft versetzt. Bis zur Winterpause erzielte er in 19 Spielen 12 Tore. Da sich die Profis im Abstiegskampf befanden, trennte sich der Verein in der Winterpause von Baumgart. Zudem wurde gegen den 1. FC Köln eine Transfersperre für die Transferperioden Januar 2024 und Sommer 2024 verhängt. Nach einer Aussprache mit dem Sport-Geschäftsführer Christian Keller kehrte Diehl Anfang Januar 2024 mit dem Beginn der Wintervorbereitung in den Profikader zurück. Am Ende der Saison stieg der 1. FC Köln in die zweite Liga ab.
Nach seinem Vertragsende wechselte Diehl zur Saison 2024/25 ablösefrei zum VfB Stuttgart. Er unterschrieb einen Vertrag bis zum 30. Juni 2029.

### Nationalmannschaft
Diehl bestritt seit dem Jahr 2019 für die U16, U18, U19 und Deutschland U20 des DFB bis September 2023 insgesamt 16 Spiele, bei denen ihm vier Tore gelangen.

## Titel
- Deutscher Pokalsieger: 2025 (VfB Stuttgart)
- Deutscher A-Junioren-Pokalsieger: 2023 (1. FC Köln)
- Meister der B-Junioren-Bundesliga West: 2020 (1. FC Köln)